# ČZ 2000
ČZ 2000 (чеш. Česká Zbrojovka 2000) — чехословацкая система стрелкового оружия, разрабатывавшаяся в конце 1980-х — начале 1990-х годов для нужд ВС Чехословакии. Представляла собой стандартный автомат, укороченный автомат (карабин) и ручной пулемёт, носившие название ČZ 2000 и разработанные на основе советских автоматов АКС-74 и АКС-74У, а также пулемёта РПКС-74 соответственно. Изначально всё это оружие разрабатывалось компанией под советский патрон 5,45 × 39 мм М74, однако после распада ОВД с 1991 года компания LADA вела разработку оружия уже под американский патрон 5,56 × 45 мм НАТО SS109. Главный инженер, занимавшийся разработкой обеих систем — Й. Денель, сотрудник компании Prototypa-ZM из города Брно. Позже оружие разрабатывалось компанией «Ческа Зброёвка Угерски-Брод». Автоматы и пулемёты ČZ 2000 планировалось принять на вооружение к 2000 году и тем самым заменить устаревшие автомат Sa vz. 58 (под патрон 7,62 × 39 мм), пистолет-пулемёт Škorpion vz. 61 и пулемёт Uk vz. 59 (под патрон 7,62 × 54 мм R). Однако в 2007 году разработка проекта прекратилась окончательно.

## История
Автомат Sa vz. 58 был стандартным оружием Чехословацкой народной армии с 1958 года: он разрабатывался под патрон калибра 7,62 × 39 мм, но при этом технически значительно отличался от классического АК. С 1970-х годов в ЧССР начали исследовать новую систему стрелкового оружия SRAZ под патрон 5,45 × 39 мм 7Н6, а в январе 1986 года приступили к разработке новой системы LADA под этот патрон. Систему впервые представила компания Česká Zbrojovka из города Угерски-Брод в 1989 году: это семейство стрелкового вооружения включало автомат, укороченный автомат и пулемёт. Укороченный автомат отличался не только более коротким стволом по сравнению с обычным автоматом, но и перенесённой назад газовой каморой и изменённым дульным устройством. Ручной пулемет отличался более длинным и тяжелым стволом с установленными легкими складными сошками.
Вся система была фактической модификацией советской системы стрелкового оружия на базе АК-74 под нужды Чехословацкой народной армии. Однако после распада организации Варшавского договора и переориентации Чехословакии на НАТО, чехи переработали систему вооружения под патрон 5,56 × 45 мм НАТО для будущего вооружения своей армии и продажи оружия за границу. В конце 1991 года компания Ceská Zbrojovka представила модернизированную систему стрелкового оружия под названием ČZ 2000. Так, был изменён шаг нарезов со 195 на 178 мм, а также были внедрены прозрачные пластиковые магазины (что позволяло видеть наличие боеприпасов), боковые стенки которых были выполнены со специальными приливами и пазами для возможности сцепления магазинов по 2-3 штуки для быстрой перезарядки оружия.
В ходе проведённых общевойсковых испытаний было установлено, что ČZ 2000 по эффективности стрельбы превосходит M16A2 в 1,2 раза благодаря изменениям в ударно-спусковом механизме, также не уступая ни ей, ни АК-74 по надёжности. Более того, автомат и пулемёт можно было устанавливать в стандартных узлах крепления на различных образцах боевой техники: боевых машинах пехоты и боевых машинах десанта, бронетранспортёрах и вертолётах. Дальность стрельбы по стандартной цели выросла до 650 м, что обеспечивало поражение точечных открытых и групповых укрытых целей при помощи наствольных гранат. Однако в связи с бюджетными ограничениями и насыщенностью международного рынка различными клонами АК оружие не было закуплено ни чешской армией, ни кем-нибудь ещё, поэтому проект был закрыт в 2007 году. Тем не менее, Министерство обороны Чешской Республики за счёт этого проекта начало рассматривать вопрос о полном перевооружении армии новыми образцами стрелкового оружия.

## Описание

### Стрельба
Огнестрельное оружие комплекса ČZ 2000 не отличается от стандартного стрелкового оружия стран ОВД: принцип отвода пороховых газов (использование энергии газов, отводимых из канала ствола), запирание канала ствола при помощи механизма поворотного затвора, возможность ведения одиночного и непрерывного огня. Извлечение гильз производится при помощи подпружиненного выбрасывателя и отражателя в корпусе ствольной коробки. Ударно-спусковой механизм — куркового типа, курок и спусковой крючок соединены с переводчиком огня, флажок которого расположен на левой стороне ствольной коробки над пистолетной рукояткой.
Возможно ведение одиночного огня (значение «1»), стрельбы очередью с отсечкой по три выстрела (значение «3») и непрерывного огня (значение «30»), а также установка оружия на предохранитель (значение «0») при наличии собственной системы безопасности. Стрельба очередью с отсечкой была заимствована у польского автомата Kbk wz 88 Tantal, ведётся благодаря встроенному храповику в механизме и повышает кучность огня. Питание оружия — магазинное, используется стандартный коробчатый секторный магазин для АК-74, изготавливаемый из полимеров. Стандартный объём магазина — 30 патронов, масса пустого магазина — 170 г. Для ручного пулемёта доступно питание теми же магазинами и барабанным магазином на 75 патронов от РПК-74.

### Конструкция и технологии изготовления
Оружие системы ČZ 2000 отличается простотой в изготовлении: штампованно-клёпаная конструкция ствольной коробки была более простой по сравнению с АК-74, конструкция газовой трубки со ствольной накладкой была лучше зафиксирована на ствольной коробке. Тем не менее, отсутствие защитной планки на щели ствольной коробки для рукоятки перезаряжания снижает срок службы оружия (особенно в сложных условиях). Автомат и ручной пулемёт снабжены щелевым дульным тормозом-компенсатором, укороченный автомат — усиленным пламегасителем. Каждый образец оружия включает в себя синтетическую пистолетную рукоятку из литой резины и рамочный металлический складной приклад (складывается вправо и не перекрывает рукоятку затвора). Пластмассовые детали цевья и ствольной накладки изготовлены из полиамида (ударопрочной пластмассы).

### Прицелы
Секторный прицел на дальности до 800 м для автоматов и до 1000 м для пулемётов установлен на крышке ствольной коробки, прицел с диоптрическим перекидным целиком защищён проволочным ограждением. Для стрельбы в ночное время суток и в ограниченной видимости на прицеле установлены две светящиеся точки, ещё одна — на мушке. Слева от ствольной коробки пулемёта смонтировано специальное крепление, которое предусматривает установку коллиматорных, оптических и ночных прицелов — эта же возможность предусмотрена и для автоматов.

### Аксессуары
К автоматам и пулемётам ČZ 2000 прилагаются шесть магазинов, сумка для магазинов, ремень, инструмент для установки настройки прицелов, набор для чистки оружия и шомпол. В комплект также входит двуногая сошка, которая позволяет вести более точный огонь из позиции лёжа, а также обеспечивать точную стрельбу ружейными гранатами[уточнить]. Антабки для ремня находятся с левой стороны оружия, в нижней части ствола есть прилив для штык-ножа.

## Варианты
- LADA — базовый комплекс под патрон 5,45×39 мм:
  - автомат со стволом 382 мм;
  - автомат с укороченным до 185 мм стволом с усиленным пламегасителем;
  - ручной пулемёт с более длинным (577 мм) и тяжёлым стволом с сошками.
- ČZ 2000 — модернизированный комплекс под патрон 5,56×45 мм.